# 宗越
宗 越（そう えつ、義熙4年（408年）- 景和元年11月30日（466年1月2日））は、南朝宋の軍人。本貫は南陽郡葉県。

## 経歴
もとは南陽郡の次門であったが、趙倫之が襄陽に赴任してくると、襄陽には雑姓が多いとして、宗越は役門に落とされた。郡吏に任じられた。父を殺した者を刺殺して復讐し、太守の夏侯穆に見出されて、隊主に抜擢された。少数民族の反乱をたびたび鎮圧して功績を挙げた。家が貧しく馬を買う金がなかったため、歩兵として出戦して身を挺して戦い、勝利のたびごとに銭5000の賞与を得て、ようやく馬を買うことができた。後に雍州に召されて、隊主となった。元嘉22年（445年）、武陵王劉駿が雍州刺史となって襄陽に駐屯すると、宗越はその下で揚武将軍となり、台隊を率いた。
元嘉24年（447年）、冠軍県に移籍し、次門に戻すよう文帝に上奏して、これを許された。元嘉27年（450年）、柳元景の下で北伐に参加し、騎兵を率いて戦功を挙げた。襄陽に帰還すると、隨王劉誕の下で後軍参軍督護となった。柳元景に従って西陽蛮を討った。
元嘉30年（453年）、劉劭が文帝を殺害して帝を称すると、宗越は武陵王劉駿の起兵に従い、南中郎長兼行参軍となり、新亭で戦功を挙げた。劉駿（孝武帝）が即位すると、宗越は江夏王劉義恭の下で大司馬行参軍となり、済陽郡太守を兼ねた、まもなく龍驤将軍の号を加えられた。孝建元年（454年）、臧質・魯爽らが反乱を起こすと、宗越は軍を率いて歴陽に拠った。魯爽が将軍の鄭徳玄を派遣して大峴に拠らせ、鄭徳玄が偏師の楊胡興と劉蜀に兵3000を与えて歴陽に進攻させた。宗越は兵500を城の西十数里のところに布陣して迎え撃ち、楊胡興・劉蜀を破ってかれらを斬った。魯爽が敗れると、宗越は部下を率いて梁山に進撃して臧質を破り、江陵まで追撃した。荊州刺史の朱修之が江陵に着かないうちに、宗越は多くの者を殺害した。さらに南郡王劉義宣の子女を捕らえて自分のものとしたため、罪をえて免官され、獄に繋がれた。まもなく赦されて本官に復し、追って前功を論じられて、筑陽県子に封じられた。大明2年（458年）、西陽王劉子尚の下で撫軍中兵参軍をつとめた。大明3年（459年）、長水校尉に転じた。
竟陵王劉誕が広陵に拠って反乱を起こすと、宗越は騎兵を率いて沈慶之の下につき、劉誕を攻撃した。広陵が陥落すると、宗越は孝武帝の命を受けて城内の男子を殺害し、数千人に及んだ。大明4年（460年）、始安県子に改封された。大明8年（464年）、新安王劉子鸞の下で撫軍中兵参軍となり、輔国将軍の号を加えられた。10月、都督司州豫州之汝南新蔡汝陽潁川四郡諸軍事・寧朔将軍・司州刺史に任じられた。まもなく汝南新蔡二郡太守を兼ねた。
景和元年（465年）、前廃帝に召還されて游撃将軍となり、宮殿に宿直した。ほどなく南済陰郡太守を兼ね、爵位は侯に進んだ。さらに冠軍将軍の号を加えられ、南東海郡太守を兼ねた。前廃帝は宗室や大臣の多くを粛清したが、宗越は譚金や童太一とともに帝の命を受けて殺戮を指揮した。11月29日（466年1月1日）、前廃帝は南巡を計画して、明朝の出立を期して夕方には宗越らを外泊させた。この夜、湘東王劉彧が起兵して前廃帝を殺害した。翌朝、宗越らが宮中に入ろうとすると、劉彧に迎えられて、本官のまま南済陰郡太守を兼任するよう命じられた。
宗越らは前廃帝のために尽力していたため、劉彧に厚遇されてなお内心の疑いを解くことができず、反乱を計画した。沈攸之がその反乱計画を劉彧に告発すると、その日のうちに宗越らは獄に下されて殺害された。享年は58。

## 伝記資料
- 『宋書』巻83 列伝第43
- 『南史』巻40 列伝第30